# Siebe Sol
Siebe Sol Sijpkens (Utrecht, 6 oktober 1998), bekend als Siebe Sol, is een Nederlands muzikant. Hij is vooral bekend als de bassist van de bands Blackbriar en Phantom Elite. Sijpkens is tevens werkzaam als sessiemuzikant.

## Jeugd
Sijpkens komt uit een kunstenaarsfamilie. Hij is de tweede zoon van schilderes Lia Laimböck en watermuzikant Reinier Sijpkens. Ook zijn opa, Willem Lenssinck, is een bekend Nederlands beeldhouwer en designer.
In zijn jeugd was Sijpkens van zijn 5e tot 10e levensjaar met zijn gezin op wereldreis.

## Carrière
In de periode 2015–2018 volgde Sijpkens een opleiding tot metalartiest aan de Metal Factory in Eindhoven. Gedurende deze opleiding was Sijpkens al werkzaam in verscheidene muziekprojecten. Zo werkte hij als invalbassist bij live-uitvoeringen van de Nederlandse metalcoreband The Charm The Fury. Van 2016 tot en met 2018 was hij bassist van Nederlandse metalband Phantom Elite, waar hij sinds 2019 weer bij is teruggekeerd. Ondanks dat Sijpkens deze band tijdelijk verliet is hij op al het materiaal dat Phantom Elite heeft uitbracht te horen.
Sinds 2016 werkt Sijpkens ook als bassist voor Sordid Pink en sinds 2021 ook bij de Nederlandse gothic metalband Blackbriar. Andere acts waar Sijpkens sessiemuzikant bij was zijn: Inferum, Dark Horse White Horse en Frogg.

### Tributebands
Rage Against The System
Sinds september 2015 is Sijpkens bassist van Rage Against The System: een Nederlandse Rage Against The Machine-tributeband. 
Snake Bite Love
Sijpkens was in de periode 2016–2020 werkzaam als contrabassist bij de akoestische Motörhead-tributeband Snake Bite Love, met onder andere de Nederlandse artiesten Micky Huijsmans en Wouter Macare. In 2016 en 2017 was Sijpkens met deze act te zien tijdens een reeks concerten door Nederland, genaamd Lemmy Lives. Deze concertenreeks was een eerbetoon aan de in eind 2015 overleden Motörhead-frontman Lemmy Kilmister. Tijdens de concerten werden verschillende werken van Motörhead uitgevoerd door bekende Nederlandse hardrock- en metalartiesten, waaronder Marco Roelofs, Raven van Dorst, Charlotte Wessels en leden van The Charm The Fury, Peter Pan Speedrock, Birth of Joy en Death Alley. In 2019 bracht Snake Bite Love het tributealbum Back To The Pub uit. Op alle liederen van dit album is Sijpkens te horen op elektrische contrabas.

## Discografie
Met Phantom Elite
Met andere acts
- Back To The Pub (2019), tributealbum van Snake Bite Love
- A Reptilian Dystopia (2020), ep van Frogg[2]
- Dark Horse White Horse (2021), ep van Dark Horse White Horse[3]

## Trivia
- In januari 2021 verscheen Siebe Sol met zijn vader en broer in de televisieserie Doe Alsof Je Thuis Bent van NPO 3.